# سنتوريون للشحن الجوي
سنتوريون للشحن الجوي أو سنتوريون للشحن هي شركة شحن جوي أمريكية يقع مقرها في مطار ميامي الدولي، مقاطعة ميامي داد, ولاية فلوريدا، الولايات المتحدة. و تقدم الشركة خدماتها لأكثرمن 20 وجهة تتضمن أمريكا الوسطى، أمريكا الجنوبية، أمريكا الشمالية وأوروبا.

## الأسطول

### حاليا
اعتبارا من أغسطس 2013 أسطول سنتوريون للشحن يتألف من الطائرات التالية.
- 4 ماكدونل دوغلاس أم دي-11
- 1 بوينغ 747-400 أف

### سابقا

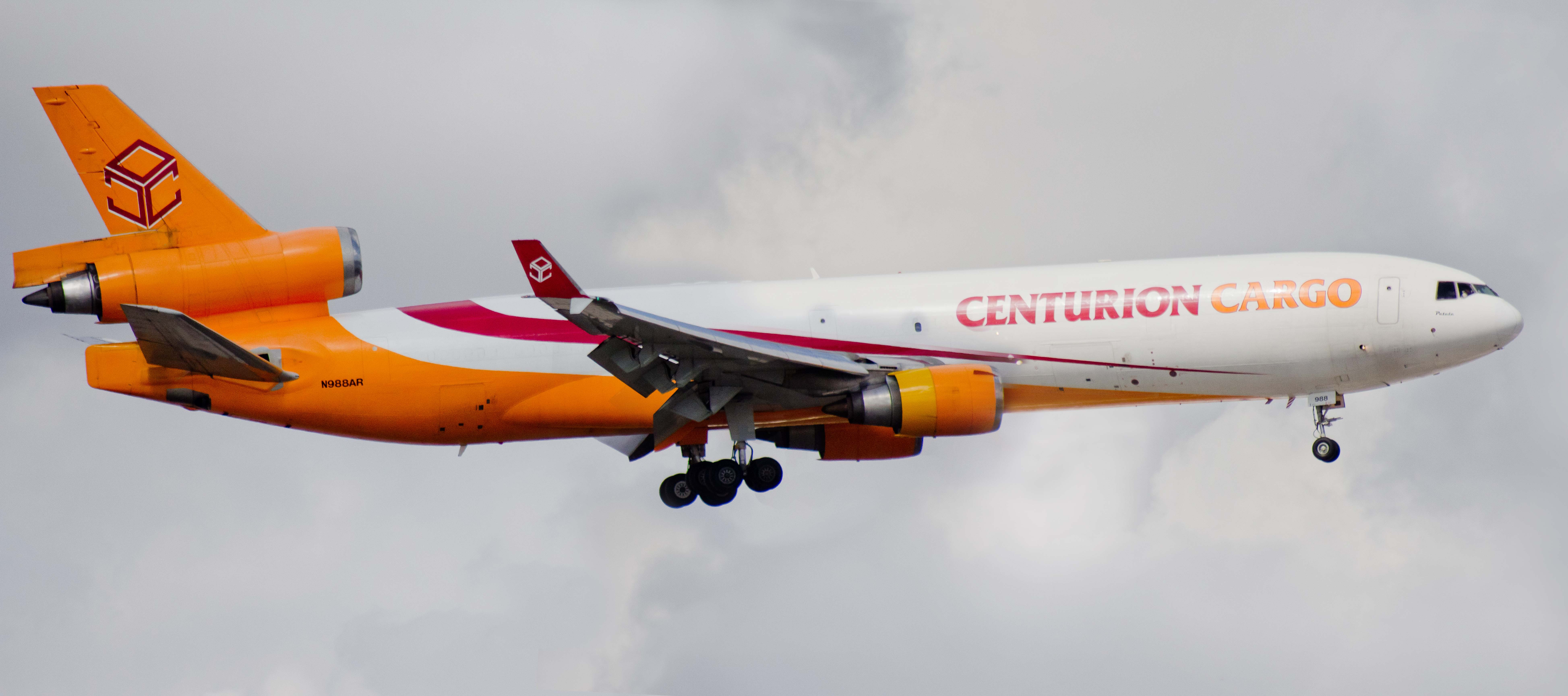
ماكدونل دوغلاس أم دي-11 تابعة لشركة سنتوريون للشحن الجوي.

- 2 بوينغ 707-300 سي
- 3 بوينغ 757-200 بي أف
- 2 دوغلاس دي سي-8-63 سي أف
- 1 دوغلاس دي سي-8-73 سي أف
- 4 ماكدونل دوغلاس دي سي - 10-30 أف

## وصلات خارجية
centurion cargo الموقع الرسمي (إنجليزي)